# Philadelphia Flyers

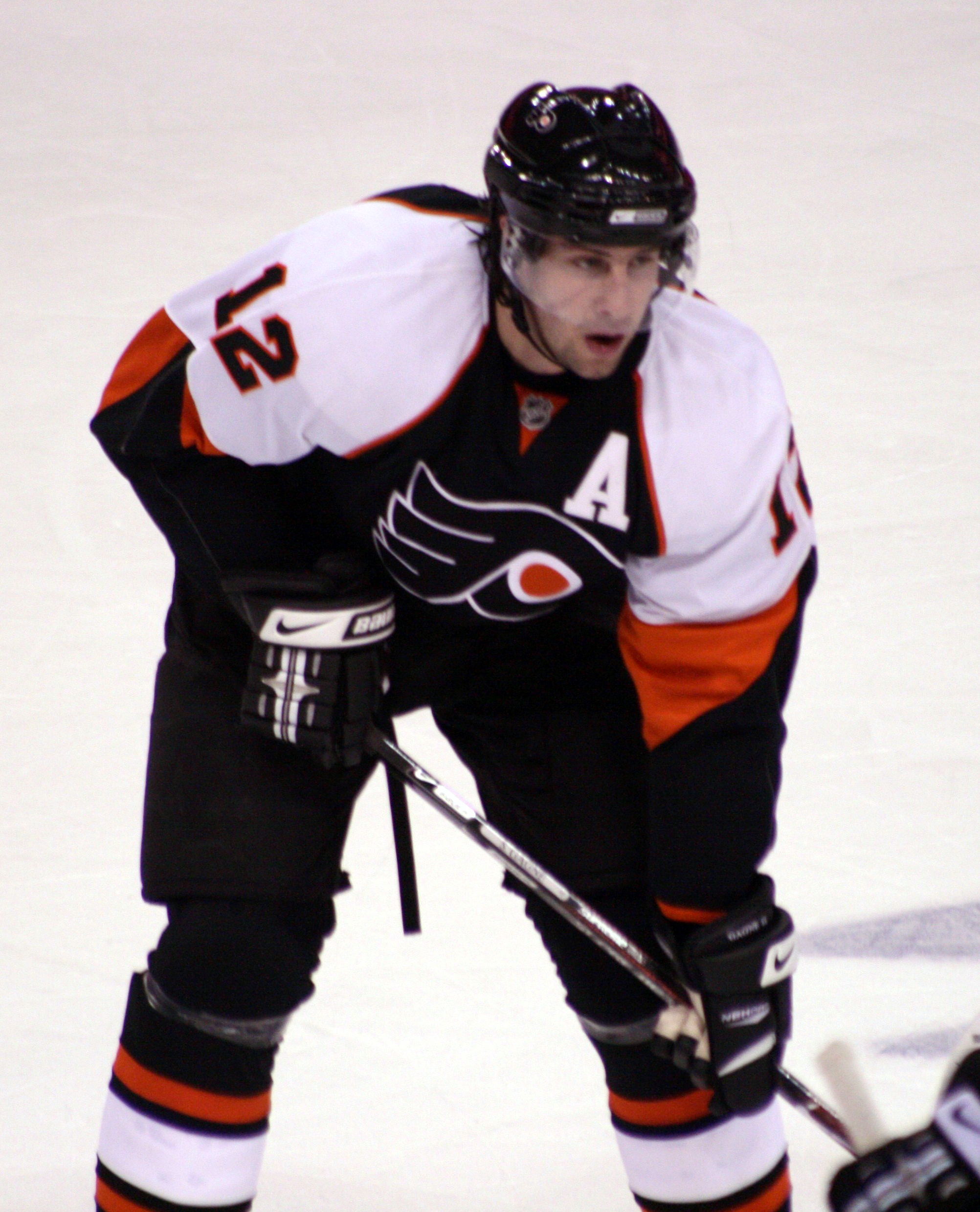
Equipació dels Philadelphia Flyers

Els Philadelphia Flyers (en català Aviadors de Filadèlfia) són un equip professional d'hoquei sobre gel que juga a la National Hockey League (NHL) a la Divisió Atlàntica de la Conferència Est. Els Flyers de Filadèlfia tenen la seva seu al Wells Fargo Center, el pavelló dels Philadelphia 76ers de l'NBA i els seus colors són el taronja, el negre i el blanc. Juguen amb jersei taronja i pantalons negres.

## Història
L'equip fou fundat el 1967 i és un equip caracteritzat per haver tingut grans plantilles al llarg de la seva història. Els Flyers han guanyat la Copa Stanley el 1974 i el 1975. També han arribat a moltes finals (1976, 1980, 1985, 1987 i 1997). Van guanyar el Trofeu dels Presidents al millor equip de la lliga regular el 1975, 1980 i 1985.
Durant la temporada 1979-80 els Flyers van fer un nou rècord de victòries consecutives a la lliga, un total de 35, cap equip nord-americà de beisbol, futbol americà, bàsquet o hoquei han arribat a aquesta marca.

## Palmarès
- Copa Stanley (2): 1973–74, 1974–75
- Trofeu dels Presidents (3): 1975, 1980, 1985
- Campionats de Conferència (8): 1974–75, 1975–76, 1976–77, 1979–80, 1984–85, 1986–87, 1996–97, 2009–10
- Campionats de Divisió (15): 1967–68, 1973–74, 1974–75, 1975–76, 1976–77, 1979–80, 1982–83, 1984–85, 1985–86, 1986–87, 1994–95, 1995–96, 1999–00, 2001–02, 2003–04